# 트루턴-랜카인 실험
트루턴-랜카인 (Trouton-Rankine) 실험은 광매질 에테르에 의해 정의되는 프레임에 의한 어떤 물체의 로렌츠-피츠제럴드 수축이 물체의 나머지 프레임에서 측정 가능한 효과를 생성하여 에테르가 다른 프레임에 대하여 "선호되는 프레임"으로 작용하는지 여부를 측정하기 위해 고안된 실험이다. 이 실험은 1908년 프레드릭 토마스 트루턴과 알렉산더 올리버 랜카인에 의해 처음 수행되었다.
실험의 결과는 부정적이었는데, 이는 특정한 관성 기준프레임에서 정지해 있는 관찰자가 내부에서 정지해 있는 동일한 프레임에서의 도구을 이용해서는 자신의 병진 운동을 측정할 수 없다는 상대성 원리 (따라서 특수 상대성 이론도 마찬가지임)와 일치했다. 이러한 결과로, 길이 수축도 함께 움직이는 관찰자에 의해서는 측정될 수 없다. 특수 상대성 이론의 테스트 항목도 참조하라.

## 설명
1887년의 유명한 마이컬슨-몰리 실험은 당시 받아들여졌던 에테르 이론이 수정될 필요가 있음을 보여주었다. 피츠제럴드와 로렌츠는 서로 독립적으로 마이켈슨-몰리 실험에서 거의 0인 결과를 설명할 수 있는, 운동 방향( 광매질 에테르에 대해)으로 실험 장치의 길이 수축을 제안했다. 실험실 프레임(실험 장치와 함께 이동하는 관찰자의 관성 기준 프레임)에서 이러한 수축의 일부 결과를 측정하려는 첫 번째 시도는 레일리와 브레이스의 실험(1902, 1904)에서 이루어졌는데, 결과는 부정적이었다. 그러나 1908년 당시 전기역학 이론인 로렌츠 에테르 이론 (지금은 대체됨)과 특수 상대성 이론 (지금은 일반적으로 받아들여지고 있으며 에테르가 전혀 없음)은 로렌츠-피츠제럴드 수축이 공변(co-moving) 프레임에서는 측정될 수 없다고 예측하였는데, 이는 이러한 이론이 로런츠 변환을 기반으로 하기 때문이다.

트루턴-랜카인 실험에서 로렌츠-피츠제럴드 수축으로 인한 길이 변화에 의하여 회로가 회전할 때 휘트스톤 브리지에서 측정되는 전압의 변화를 감지할 수 있을 것으로 예상되었다.

프레드릭 토마스 트루턴 (1903년 트루턴-노블 실험을 수행한 후)은 대신에 자신의 전기역학 해석을 사용하여 계산을 수행했는데, 에테르 프레임에서 실험 장치의 속도에 따른 길이 수축을 계산하면서도 실험실 프레임에서 맥스웰 방정식과 옴의 법칙을 적용하여 전기역학을 적용하였다. 전기역학에 대한 트루턴의 관점에 따르면, 계산은 실험실 프레임에서 길이 수축의 측정 가능한 효과를 예측했다. 알렉산더 올리버 랜카인과 함께 그는 1908년 코일의 방향이 "에테르 속도"(광매질 에테르를 통과하는 실험실의 속도)로 방향이 바뀔 때 코일의 저항 변화를 측정함으로써 이를 확인하기 시작했다. 이것은 4개의 동일한 코일을 휘트스톤  브리지 구성으로 배치하여 저항의 변화를 정확하게 측정할 수 있도록 했다. 그런 다음 저항을 측정하면서 회로를 축을 중심으로 90도 회전시켰다. 로렌츠-피츠제럴드 수축은 운동 방향에서만 있기 때문에 "에테르 프레임"의 관점에서 코일의 길이는 에테르의 속도에 대한 각도에 따라 달라질 것이다. 따라서 트루턴과 랜카인은 실험의 정지 프레임에서 측정된 저항이 장치가 회전함에 따라 변경되어야 한다고 믿었다. 그러나 정밀하게 측정한 결과 저항의 변화는 감지할 수 없었다.
이것은 로렌츠-피츠제럴드 수축이 존재하는 경우 물체의 정지 프레임에서 측정할 수 없음을 보여주었다. 특수 상대성 이론과 같이 완전한 로렌츠 변환을 포함하는 이론만이 여전히 유효하다.

## 같이 보기
- 특수 상대성 이론의 역사